# یوکاریوت
یوکاریوت‌ها یا هوهَسته‌ها (به انگلیسی: Eukaryotes) دسته‌ای از موجودات زنده هستند که سلول‌هایشان هستهٔ واقعی دارد. هسته جایی است که مادهٔ ژنتیکی یا همان دی‌ان‌ای نگهداری می‌شود و مثل مرکز فرماندهی سلول عمل می‌کند. علاوه بر هسته، سلول‌های یوکاریوتی اندامک‌های گوناگونی دارند، مثل میتوکوندری که نیروگاه سلول است و انرژی تولید می‌کند، یا شبکه آندوپلاسمی و دستگاه گلژی که در ساخت و بسته‌بندی پروتئین‌ها و چربی‌ها نقش دارند. این اندامک‌ها هر کدام با غشای جداگانه‌ای از بقیه بخش‌ها جدا شده‌اند و همین باعث می‌شود کارهای سلول تقسیم‌بندی و دقیق‌تر انجام شود. یوکاریوت‌ها شامل موجودات بسیار متنوعی از جمله گیاهان، جانوران، قارچ‌ها و بسیاری از تک‌سلولی‌های ریز هستند. تفاوت اصلی آن‌ها با پروکاریوت‌ها، مثل باکتری‌ها، در همین داشتن هسته و اندامک‌های غشادار است. به زبان ساده، می‌توان گفت سلول یوکاریوتی مثل یک کارخانهٔ بزرگ و منظم است که بخش‌های مختلف آن، هر کدام وظیفهٔ مشخصی دارند و همه با هم باعث زنده‌ماندن موجود می‌شوند..
هوهسته در فارسی به معنای دارنده هسته خوب است. یوکاریوت‌ها به حوزه Eukaryota یا Eukarya تعلق دارد؛ این نام از ریشه یونانی εὖ (که eu خوانده شده و به معنای "خوب") و κάρυον (که karyon به معنای مغز یا هسته است). حوزه یوکاریوتا یکی از سه حوزه سامانه سه‌حوزه‌ای است؛ دو حوزه دیگر باکتریا (Bacteria) و آرکی (Archaea) می‌باشند (به این دو در مجموع پروکاریوت‌ها می‌گویند). اکنون یوکاریوت‌ها را برآمده از آرکی‌ها، یا خواهر آسگارد آرکیا (Asgard Archaea) می‌دانند. آسگارد آرکیاها را اکنون توانسته‌اند کشت دهند. یوکاریوت‌ها نمایشگر اقلیت اندکی از موجودات زنده اند؛ با این حال، به علت این که عموماً اندازه بزرگتری دارند، تخمین زده می‌شود که زیست توده جهانیشان تقریباً برابر با پروکاریوت‌ها باشد. یوکاریوت‌ها در حدود ۲٫۱–۱٫۶ میلیارد سال پیش، طی ابردوران پیشین‌زیستی، و احتمالاً به صورت تاژک‌داران بیگانه‌خوار پدیدار گشتند.
سلول‌های یوکاریوتی معمولاً دربرگیرنده اندامک‌های پوشیده در غشاء، چون میتوکندری، دستگاه گلژی و کلروپلاست اند که می‌توان در گیاهان و جلبک‌ها آن‌ها را یافت؛ اندامک‌های مذکور مختص یوکاریوت‌ها می‌باشند، گرچه که اندامک‌های ابتدایی را در پروکاریوت‌ها نیز می‌توان یافت. یوکاریوت‌ها ممکن است تک‌سلولی یا پُرسلولی بوده و شامل انواع مختلفی از سلول در بافت‌های مختلف باشند؛ در مقایسه، پروکاریوت‌ها همگی تک‌سلولی‌اند. جانوران، گیاهان، قارچ‌ها آشناترین یوکاریوت‌ها می‌باشند؛ برخی اوقات بقیه انواع یوکاریوت‌ها را آغازیان می‌نامند.
یوکاریوت‌ها ممکن است هم به صورت غیرجنسی از طریق میتوز و هم به صورت جنسی از طریق میوز و هم‌جوشی گامت‌ها تولیدمثل کنند. در میتوز، یک سلول به دو سلول که از نظر ژنتیکی یکسانند، تقسیم می‌شود. در میوز، پس از همانندسازی DNA، دو مرحله تقسیم سلولی برای تشکیل چهار سلول دختری هاپلوئید، صورت می‌پذیرد. این سلول‌های هاپلوئید تولیدی، به‌عنوان سلول جنسی (گامت) عمل می‌کنند. هر گامت تنها یک دست کروموزوم دارد، که هر کدام مخلوط منحصربفردی از جفت کروموزوم‌های والدین متناظرشان اند در نتیجه این ترکیب منحصربفرد، عمل نوترکیبی ژنی طی میوز رخ می‌دهد.

## تاریخچه مفهوم

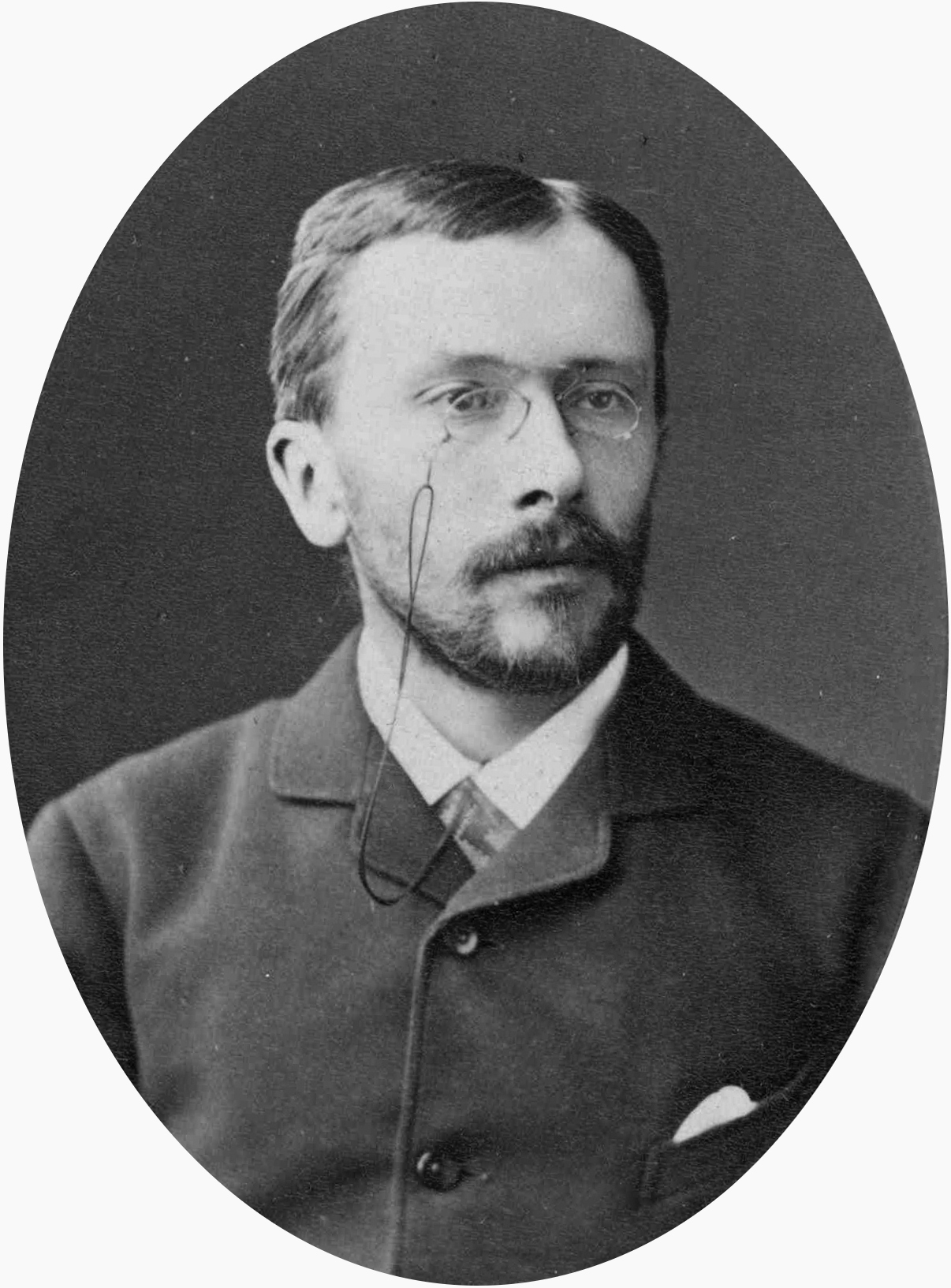
کنستانتین مرشکوسکی، مبدأی درون‌همزیست برای سلول‌ها و هسته‌ها پیشنهاد کرد.

مفهوم یوکاریوت را به ادوارد شاتون، زیست‌شناس فرانسوی (۱۸۸۳–۱۹۴۷) نسبت می‌دهند. با قطعیت بیشتر می‌توان گفت که عبارات پروکاریوت و یوکاریوت توسط میکروبیولوژیست کانادایی راجر استنیر و میکروبیولوژیست هلندی-آمریکایی سی. بی. فان نیل در ۱۹۶۲ معرفی شده‌اند. شاتون در اثر ۱۹۳۷ خود به نام Titres et Travaux scientifiques این دو لغت را پیشنهاد داده بود و باکتری‌ها را پروکاریوت‌ها و جانداران هسته‌دار را یوکاریوت می‌نامید. با این حال، او نکته اخیر را تنها در یک پاراگراف ذکر کرد و این ایده به‌طور مؤثر تا زمانی که جمله شاتون مجدداً توسط استنیر و فان نیل کشف شد، مورد بی‌توجهی قرار گرفت.

## تفاوت‌های یوکاریوت‌ها و پروکاریوت‌ها
| یوکاریوت‌ها | پروکاریوت‌ها |
| --- | --- |
| دارای هسته مشخص و محصور در غشا | فاقد هسته |
| دارای اندامک‌های غشادار و مشخص و دستگاه غشایی درونی                                                                                                   | فاقد اندامک‌ها |
| اندازه بسیار متنوعی دارند. | اندازه یک سلول پروکاریوت ۱ تا ۱۰ میکرومتر است.                                                                                   |
| ماده ژنتیکی یک سلول یوکاریوتی عمدتاً در هسته متمرکز است.                                                                                              | ماده ژنتیکی سلول در ناحیه شبه‌هسته‌ای موسوم به نوکلئوئید متمرکز شده است.                                                           |
| سلول‌های یوکاریوتی دارای سه نوع RNA پلی مراز اصلی هستند. البته کلروپلاست و میتوکندری آن نیز RNA پلی مراز دارند.                                       | سلول‌های دارای یک نوع RNA پلی مراز هستند.                                                                                         |
| ماده ژنتیکی یک سلول یوکاریوتی عمدتاً در هسته متمرکز است. بخش اندکی نیز درون اندامک‌های درون‌یاخته‌ای هم‌چون میتوکندری، کلروپلاست و گلی‌اکسیزوم دیده می‌شود. | ماده ژنتیکی سلول پروکاریوتی از لحاظ کمیت ۷۰۰ مرتبه کم‌تر از ماده ژنتیکی نوع یوکاریوتی است.                                        |
| تاژک سلول یوکاریوتی عمدتاً از جنس پروتئین استوانه‌ای شکل ریزلوله است.                                                                                  | تاژک سلول پروکاریوتی از جنس پروتئین فلاژلین است.                                                                                 |
| تاژک در حال حرکت، دارای حرکت شلاقی است | تاژک در حال حرکت، دارای حرکت چرخشی است                                                                                           |
| فرایندهای اندوسیتوز و اگزوسیتوز را فقط در انواع یوکاریوتی می‌توان یافت                                                                                | فرایندهای اندوسیتوز و اگزوسیتوز را نمی‌توان یافت                                                                                  |
| حجم یک سلول یوکاریوتی هزاران بار بزرگتر از نوع پروکاریوتی است.                                                                                       | حجم یک سلول پروکاریوتی کم است.                                                                                                   |
| فرمانروهای آغازیان -گیاهان- جانوران – قارچ‌ها در این گروه قرار دارند.                                                                                 | فرمانروی باکتری‌ها شاخص‌ترین نوع پروکاریوت‌ها هستند.                                                                                |
| فرایند رونویسی در سلول‌های یوکاریوت کمی پیچیده‌تر از سلول‌های پروکاریوتی است. دارای اینترون و اگزون                                                     | فرایند رونویسی در سلول‌های پروکاریوت‌ها کمی ساده‌تر از سلول‌های یوکاریوتی است؛ و فاقد اینترون و اگزون (البته در آرکی‌باکتری‌ها استثنا) |
| دارای پروتئین‌های متنوع است و دارای ۴ تا ۵ نوع هیستون که به دی‌ان‌ای پیوسته‌اند.                                                                         | دارای معدودی پروتئین (اکثراً آنزیم) است و فاقد هیستون                                                                             |
| دارای پروتئین‌های اکتین یا میوزین است. | فاقد پروتئین‌های اکتین یا شبه میوزین                                                                                              |
| دارای ریزلوله است. | فاقد ریزلوله |
| کروموزوم‌های نوکلئوپروتئین دارند. | کروموزوم‌های نوکلئوپروتئین ندارند.                                                                                                |
| میتوز و میوز دارند. | میتوز ندارند. |
| ژنوم آن‌ها بیش از یک مولکول دی‌ان‌ای خطی است. | دارای یک مولکول دی‌ان‌ای حلقوی |
| ریبوزوم S۸۰ دارند. بزرگتر و پیچیده‌تر البته در کلروپلاست و میتوکندری خود از نوع S۷۰ دارند.                                                            | ریبوزوم S۷۰ دارند؛ کوچکتر و ساده‌تر                                                                                               |
| سانترومر یا کینه توکور دارند. | سانترومر یا کینه توکور ندارند.                                                                                                   |
| یک یا چند هستک دارند | هستک ندارند. |
| دارای نسخه‌های متعدد از یک ژن | از هر ژن یکی دارند. |
| همانندسازی در مواضع متعدد یا دارای چندین دوراهی همانندسازی                                                                                           | یک نقطه شروع همانندسازی دارند؛ و دوجهتی                                                                                          |
| سنتز همه زنجیره‌های پلی پپتیدی با متیونین فرمیله نشده آغاز می‌شود.                                                                                     | سنتز همه زنجیره‌های پلی پپتیدی با متیونین فرمیله آغاز می‌شود.                                                                      |
| ردیف هاگنس (TATA)، راه‌انداز (پروموتور) RNA پلیمراز۲ است که به ردیف پرینبو در پروکاریوت‌ها شباهت دارد.                                                 | ردیف پرینبو (TATAATG) در نزدیکی نقطه آغاز راه‌انداز جای دارد.                                                                     |
| معمولاً در انتهای ۵ پریم mRNA کلاهک وجود دارد. | کلاهک ندارد. |
| به دو انتهای mRNA پروتئین‌های پیوسته متفاوت متصل است.                                                                                                 | فاقد پروتئین‌های پیوسته به انتهای mRNA است.                                                                                       |
| اکثراً ردیف پلی A بلندی در انتهای ۳پریم در mRNA داند.                                                                                                 | وجود ردیف پلی A در انتهای ۳پریم در mRNA نادر است.                                                                                |
| mRNA منحصراً (مونو سیسترونی) یا تک ژنی است. | mRNA چندژنی (پلی سیسترونی) در آن‌ها متداول است.                                                                                   |

## تقسیم‌بندی یوکاریوت‌ها
در ۱۸۶۶ این تقسیم‌بندی برای یوکاریوت‌ها ملاک بود:
- سلسلهٔ آغازیان
- سلسلهٔ گیاهان
- سلسلهٔ قارچ‌ها
- سلسلهٔ جانوران

سپس در سال ۲۰۰۵ یوکاریوت‌ها به این شکل تقسیم‌بندی شدند (با ویرایشی در سال ۲۰۱۲):
| باستان‌گیاهیان  | رویان‌داران، جلبک سبز، جلبک قرمز، و glaucophyte                                                                         |
| SAR supergroup | ناجورتاژکان (جلبک قهوه‌ای، دیاتوم، ...), حبابچه‌داران، و ریزاریا (روزن‌داران، شعاعیان، و دیگر تک‌یاختگان آغازی آمیبی شکل). |
| برون‌کافتگان    | تک‌یاختگان آغازی متنوع تاژک‌داران                                                                                        |
| آمیبوزوا       | بیشتر lobose آمیبی شکل و slime mold                                                                                    |
| پشت‌تاژکان      | جانوران، قارچ‌ها، choanoflagellate, ....                                                                                |

## طبقه‌بندی جانداران
| لینه ۱۷۳۵           | هکل ۱۸۶۶    | چاتون ۱۹۲۵  | کوپلند ۱۹۳۸ | ویتیکر ۱۹۶۹ | ووز و دیگران ۱۹۹۰   | کاوالیر-اسمیت ۱۹۹۸ |
| ------------------- | ----------- | ----------- | ----------- | ----------- | ------------------- | ------------------ |
| ۲ فرمانرویی         | ۳ فرمانرویی | دوقلمرویی   | ۴ فرمانرویی | ۵ فرمانرویی | سه‌حوزه‌ای            | ۶ فرمانرویی        |
| (در نظر گرفته نشده) | آغازیان     | پروکاریوت‌ها | مونرا       | مونرا       | باکتری‌ها            | باکتری‌ها           |
| (در نظر گرفته نشده) | آغازیان     | پروکاریوت‌ها | مونرا       | مونرا       | باستانیان (Archaea) | باکتری‌ها           |
| (در نظر گرفته نشده) | آغازیان     | یوکاریوت‌ها  | آغازیان     | آغازیان     | یوکاریا             | پروتوزوآ           |
| (در نظر گرفته نشده) | آغازیان     | یوکاریوت‌ها  | آغازیان     | آغازیان     | یوکاریا             | کرومیست‌ها          |
| گیاهان              | گیاهان      | یوکاریوت‌ها  | گیاهان      | گیاهان      | یوکاریا             | گیاهان             |
| گیاهان              | گیاهان      | یوکاریوت‌ها  | گیاهان      | قارچ‌ها      | یوکاریا             | قارچ‌ها             |
| جانوران             | جانوران     | یوکاریوت‌ها  | جانوران     | جانوران     | یوکاریا             | جانوران            |